# Felice Francolini
Felice Francolini (* 9. Juni 1809 in Florenz; † 4. Januar 1896 ebendort) war ein italienischer Ingenieur, Architekt und Kupferstecher.

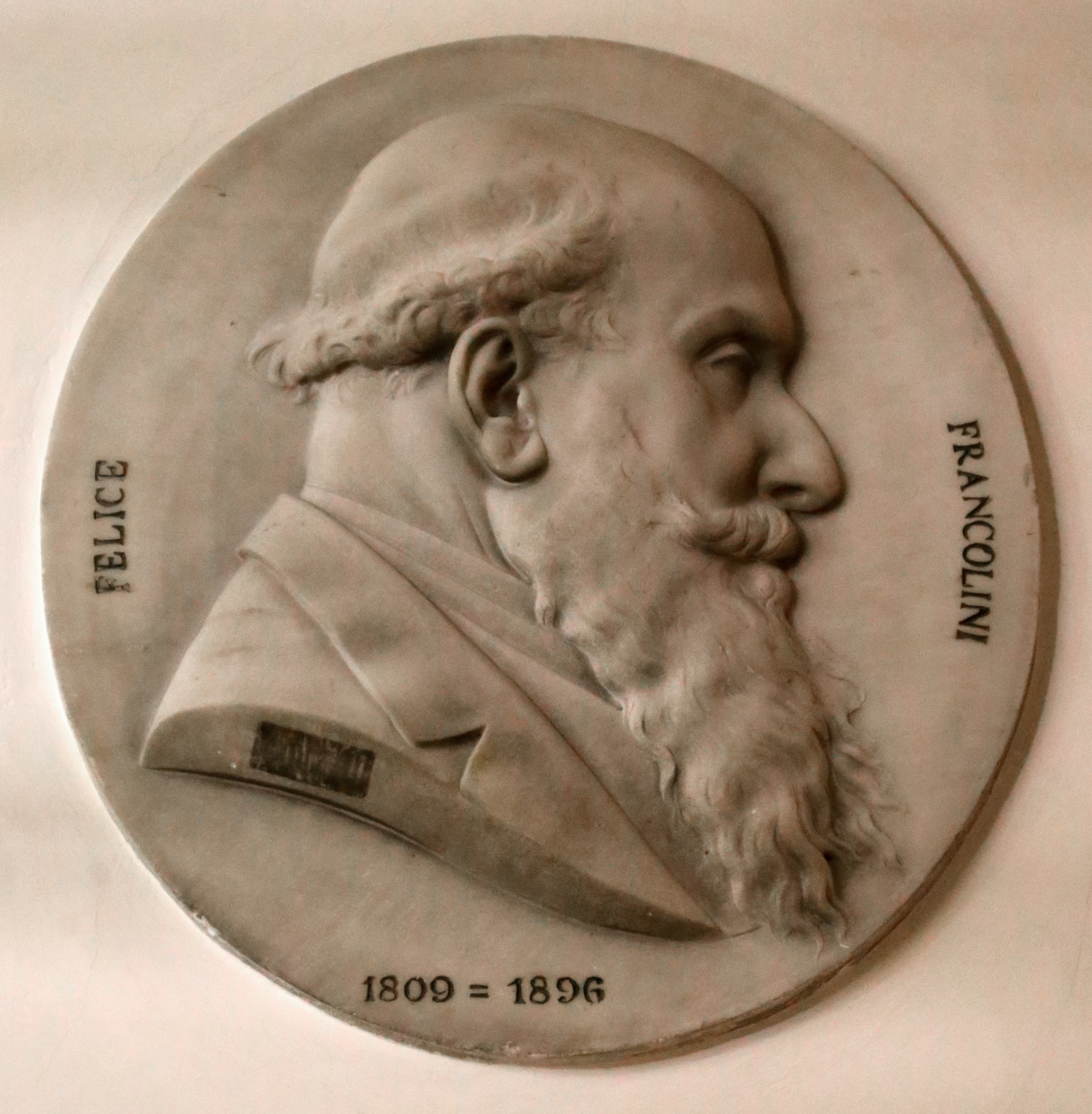
Porträt in der Accademia dei Georgofili

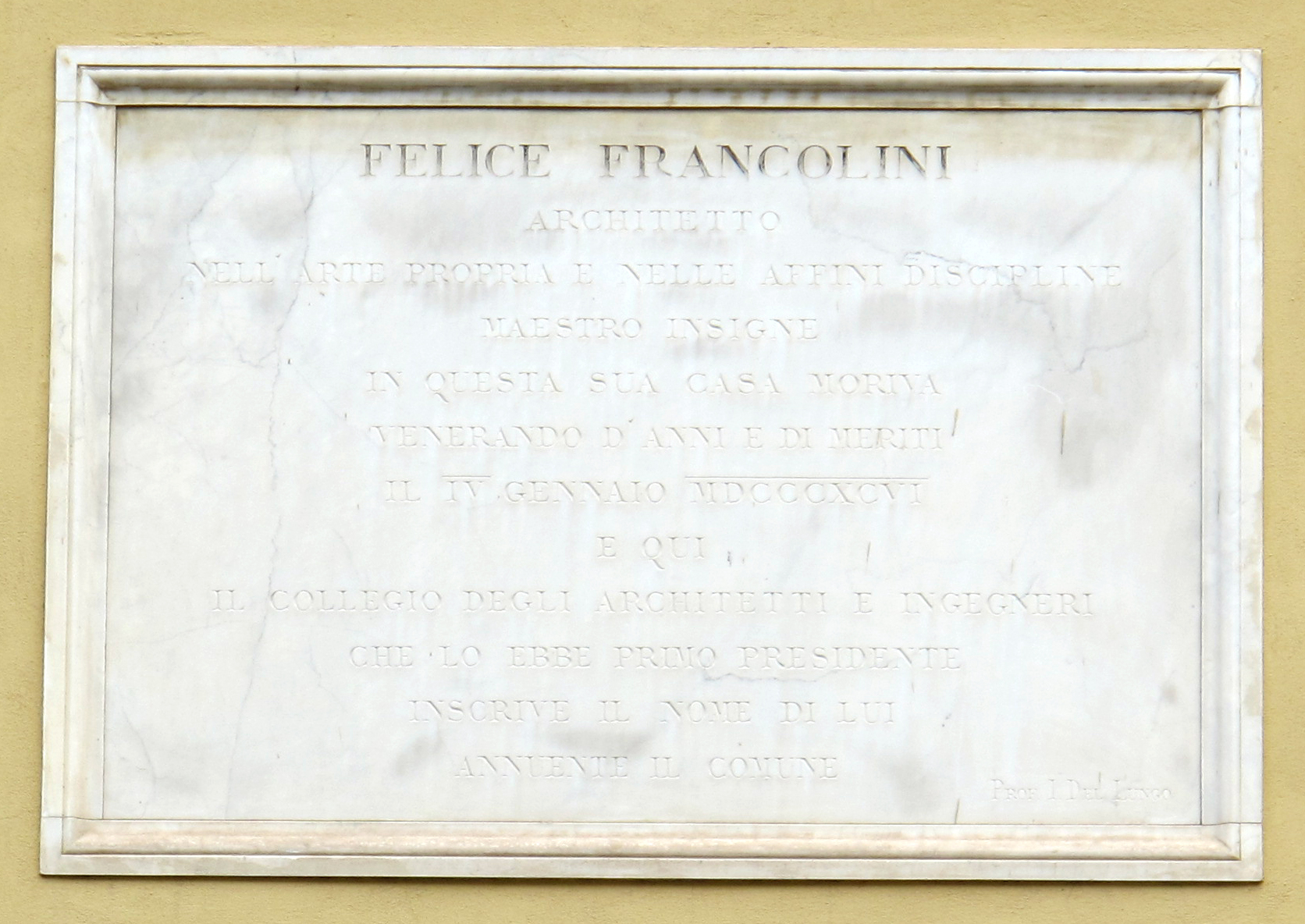
Felice Francolini gewidmete Gedenktafel in der Via della Mattonaia 18 in Florenz

## Leben
Felice Francolini wuchs als Waise bei seiner Schwester Luisa auf. Er stand unter der Vormundschaft des Architekten und Piaristen Silvestri, der ihm eine Ausbildung an der Florentiner Scuale Pie ermöglichte. Nach dessen Tod studierte er Naturwissenschaften und Mathematik. Von 1823 bis 1831 besuchte er die Accademia di Belle Arti und war ab 1829 Assistent von Giuseppe Vannini. Mit 18 Jahren durfte er bereits seinen Beruf ausüben, blieb aber weiterhin Assistent von Vannini.
Er widmete sich auch dem Kupferstechen und schuf Tafeln für die Carta Geologica dei Monti Pisani des Paolo Savi und für die Mem. sul bonificamento delle maremme toscane von F.Tartini (Florenz 1838). Diese Arbeiten fanden Beachtung beim Großherzog und es folgten architektonische und ingenieurstechnische Aufträge.
Francolini verfasste auch zahlreiche Schriften, unter anderem in Atti dell’Accademia dei Georgofili. Seine fundierte ökonomische Studie Delle stime dei beni stabili e del modo di renderne conto von 1839 (in: Giornale agrario toscano) verhalf Francolini zur Aufnahme in der Accademia dei Georgofili.
Er beteiligte sich am öffentlichen Wasserbau, an der Trockenlegung toskanischer Sümpfe und am Bau privater Wohnhäuser.
Von 1874 bis 1888 war er Mitglied der Accademia del Disegno und der Accademia dei Georgofili. Außerdem war er von 1876 bis 1880 und erneut von 1881 bis 1891 erster Präsident des Collegio degli Architetti e degli Ingegneri und Bürgermeister von Bagno a Ripoli.

## Auszeichnungen
(Quelle: )
- Ritterorden von Santi Maurizio e Lazzaro
- Ritter und Commendatore der Corona d’Italia
- Offizier des Rosenordens von Brasilien

## Werke
- Restaurierung der Villa di Maiano im Auftrag des englischen Politikers Sir John Temple Leader.[4]
- Doccia (Sesto Fiorentino), Villa Ginori: Innenumbau, Gartenanlage, Treibhäuser, 1842; Kanalsystem der neuen Fabrik La Ginoriana.[2]
- Wiederaufbau der bei der Überschwemmung vom 4. November 1844 beschädigten Brücke Ferdinando nahe der Porta San Niccolò in Florenz[2]
- Umbauten am Palazzo Guadagni Strozzi Sacrati[5]
- Kloster Santa Maria Maddalena de’ Pazzi: Neue Fassade und Umstrukturierung, 1866[2]
- Siena: Umbau und Fassade Villa Ginori-Venturi mit Parkanlage[2]
- Vada (Livorno): Kirche San Leopoldo mit Glockenturm, Pfarrhaus und Friedhof[2]
- Teatro Alfieri[6]